# Daviscardia bicolorella
Daviscardia bicolorella är en fjärilsart som beskrevs av Robinson 1986. Daviscardia bicolorella ingår i släktet Daviscardia och familjen äkta malar.
Artens utbredningsområde är Bolivia. Inga underarter finns listade i Catalogue of Life.